# Leiocricus diversipes
Leiocricus diversipes är en mångfotingart som beskrevs av Loomis 1936. Leiocricus diversipes ingår i släktet Leiocricus och familjen Rhinocricidae. Inga underarter finns listade i Catalogue of Life.